# Middle Point (Ohio)
Middle Point es una villa ubicada en el condado de Van Wert en el estado estadounidense de Ohio. En el Censo de 2010 tenía una población de 576 habitantes y una densidad poblacional de 391,54 personas por km².

## Geografía
Middle Point se encuentra ubicada en las coordenadas 40°51′22″N 84°26′48″O / 40.85611, -84.44667. Según la Oficina del Censo de los Estados Unidos, Middle Point tiene una superficie total de 1.47 km², de la cual 1.45 km² corresponden a tierra firme y (1.41%) 0.02 km² es agua.

## Demografía
Según el censo de 2010, había 576 personas residiendo en Middle Point. La densidad de población era de 391,54 hab./km². De los 576 habitantes, Middle Point estaba compuesto por el 99.31% blancos, el 0% eran afroamericanos, el 0% eran amerindios, el 0% eran asiáticos, el 0% eran isleños del Pacífico, el 0.17% eran de otras razas y el 0.52% pertenecían a dos o más razas. Del total de la población el 0.69% eran hispanos o latinos de cualquier raza.